# Odwzorowanie równokątne

Prostokątna siatka (u góry) i jej obraz w przekształceniu równokątnym f (u dołu). Funkcja f przekształca pary prostych przecinających się pod kątem prostym na pary krzywych, które nadal przecinają się pod tym kątem.

Odwzorowanie równokątne, wiernokątne lub konforemne – funkcja zachowująca kąty. Zwykle jest to funkcja między obszarami płaszczyzny zespolonej.

## Definicja
Odwzorowanie ciągłe {\displaystyle w=f(z)} jest nazywane równokątnym, wiernokątnym, konforemnym lub zachowującym kąty (z zachowaniem orientacji) w punkcie {\displaystyle z_{0},} jeśli zachowuje kąt zorientowany między krzywymi w {\displaystyle z_{0},} czyli orientację. Odwzorowanie, które zmienia orientację nazywane jest antykonforemnym lub równokątnym, wiernokątnym bądź zachowującym kąty ze zmianą orientacji.
Niektórzy autorzy odwzorowaniami konforemnymi (jak i antykonforemnymi) nazywają takie odwzorowania zachowujące kąty (odwzorowania wiernokątne), które są różnowartościowe.
Własność równokątności może być wyrażona w języku macierzy Jacobiego pochodnej przekształcenia układu współrzędnych. Jeżeli macierz Jacobiego tego przekształcenia ma w każdym punkcie postać pomnożonej przez skalar macierzy obrotu (czyli iloczynu parzystej liczby macierzy symetrii), to przekształcenie jest konforemne. Jeżeli macierz ta dodatkowo jest pomnożona przez macierz symetrii, czyli ma postać iloczynu nieparzystej liczby macierzy symetrii, to odwzorowanie jest wtedy antykonforemne.
Odwzorowania konforemne mogą być definiowane między obszarami z wyższych wymiarów przestrzeni euklidesowej lub, ogólniej, na rozmaitościach riemannowskich.

## Analiza zespolona
Ważna rodzina przykładów odwzorowań konforemnych wyrasta z analizy zespolonej. Jeżeli {\displaystyle U} jest otwartym podzbiorem płaszczyzny zespolonej {\displaystyle \mathbb {C} ,} to funkcja
{\displaystyle f\colon U\to \mathbb {C} }
jest konforemna wtedy i tylko wtedy, gdy jest holomorficzna, a jej pochodna nie zeruje się na {\displaystyle U.} Ostatni warunek jest spełniony, gdy {\displaystyle f} jest jednokrotna. Jeżeli {\displaystyle f} jest antyholomorficzna (tzn. sprzężona do funkcji holomorficznej), to jest antykonforemna.
Twierdzenie Riemanna o przekształceniu, jedno z głębokich osiągnięć analizy zespolonej, gwarantuje, iż każdemu niepustemu, otwartemu, jednospójnemu właściwemu podzbiorowi {\displaystyle \mathbb {C} } odpowiada wzajemnie jednoznaczne odwzorowanie konforemne w koło jednostkowe w {\displaystyle \mathbb {C} .} Efektywne wyznaczenie funkcji odwzorowującej za pomocą funkcji elementarnych dany obszar jednospójny na koło jednostkowe jest możliwe jedynie dla bardzo specjalnych obszarów, np. dla półpłaszczyzny, koła, jego zewnętrza lub obszaru kątowego (obszaru ograniczonego ramionami kąta).
Odwzorowanie rozszerzonej płaszczyzny zespolonej (która jest konforemnie równoważna sferze) na siebie jest konforemne wtedy i tylko wtedy, gdy jest to przekształcenie Möbiusa (homografia). Dla sprzężenia rozpatrywane odwzorowanie jest antykonforemne (zachowuje kąty, ale odwraca orientację).
Przykładem takiego odwzorowania antykonforemnego jest odwrotność sprzężenia, która odpowiada inwersji względem okręgu jednostkowego. Można to też wyrazić jako wzięcie odwrotności współrzędnej promienia we współrzędnych biegunowych przy zachowaniu kąta.

### Przykłady

Odwzorowanie równokątne prawej połowy płaszczyzny zespolonej na koło jednostkowe

- Odwzorowanie homograficzne {\displaystyle w(z)={\frac {z-1}{z+1}},\;z\in \mathbb {C} \setminus \{-1\}} jest konforemne.
- Odwzorowanie homograficzne {\displaystyle w(z)={\frac {z-a}{z-{\overline {a}}}},\;{\mbox{Im }}a>0} odzwzorowuje górną półpłaszczyznę {\displaystyle {\mbox{Im }}z>0} na koło {\displaystyle |w|<1.}
- Funkcja wykładnicza {\displaystyle w(z)=e^{z}} odwzorowuje konforemnie pas nieograniczony {\displaystyle 0<{\rm {{\mbox{Im }}z<\theta ,\;\theta <2\pi }}} na wnętrze kąta {\displaystyle 0<\arg w<\theta }[4].

## Geometria riemannowska
W geometrii riemanowskiej dwie metryki riemannowskie {\displaystyle g,h} na gładkiej rozmaitości {\displaystyle M} nazywa się konforemnie równoważnymi, jeżeli {\displaystyle g=uh} dla pewnej dodatniej funkcji {\displaystyle u} określonej na {\displaystyle M,} nazywanej współczynnikiem konforemności.
Dyfeomorfizm między dwiema rozmaitościami riemannowskimi nazywa się odwzorowaniem konforemnym, jeżeli metryka po operacji cofnięcia (pullback) jest konforemnie równoważna oryginalnej. Na rozmaitości gładkiej można również zdefiniować strukturę konforemną jako klasę konforemnie równoważnych metryk riemannowskich.
Przykładowo rzut stereograficzny sfery na płaszczyznę powiększoną o punkt w nieskończoności jest przekształceniem konforemnym.

## Przestrzeń euklidesowa wyższego wymiaru
Każde przekształcenie konforemne określone na części przestrzeni euklidesowej wymiaru większego niż dwa może być złożone z trzech typów przekształceń: homotetii, izometrii i szczególnego przekształcenia konforemnego (jest ono złożeniem symetrii i inwersji). Dlatego grupa przekształceń konforemnych w przestrzeniach o wymiarze większym niż dwa jest dużo bardziej ograniczona niż w przypadku płaszczyzny, gdzie twierdzenie Riemanna o przekształceniu dostarcza dużą grupę przekształceń konforemnych.